# 1967 au Yukon
Chronologie du Yukon
- 1963
- 1964
- 1965
- 1966
- 1967
- 1968
- 1969
- 1970
- 1971

Cette page concerne des événements d'actualité qui se sont produits durant l'année 1967 dans le territoire canadien du Yukon.

## Politique
- Commissaire  : James Smith (en)
- Législature : 20e puis 21e

## Événements
- 9 mars : Le diocèse de Whitehorse est maintenant érigé. James Philip Mulvihill devient le premier évêque de ce diocèse.
- 11 septembre : Vingt-cinquième élection générale yukonnaise (en). Jean Gordon devient la première femme à être élue à l'Assemblée législative du Yukon.

## Naissances
- 3 décembre : Elaine Taylor, vice-première ministre du Yukon (2008-2016) et députée territoriale de Whitehorse-Ouest (2002-2016).